# 뱌체슬라프 아민
뱌체슬라프 겐리호비치 아민(러시아어: Вячесла́в Ге́нрихович Амин, 1976년 12월 10일~)은 키르기스스탄의 은퇴한 축구 선수로 현역 시절 포지션은 수비수이다. 선수 시절에 SKA 비슈케크에서 주로 뛰었으며, 키르기스스탄 축구 국가대표팀의 일원으로 A매치 38경기에 출전했다.

## 수상

### 국가대표팀
키르기스스탄
- AFC 챌린지컵 : ● 3위(2006)